# Onthophagus belorhinus
Onthophagus belorhinus là một loài bọ cánh cứng trong họ Bọ hung (Scarabaeidae).